# Пею Старибратов
Пею Ганчев Старибратов е български офицер, генерал-майор от военноинженерното ведомство, участник в Първата световна война (1915 – 1918), инспектор на инженерните войски през Втората световна война (1941 – 1945).

## Биография
Пею Старибратов е роден на 4 май 1892 г. в Копривщица, Княжество България. През 1915 г. завършва в 35-и випуск на Военното на Негово Княжеско Височество училище и на 25 август е произведен в чин подпоручик. Взема участие в Първата световна война, като на 30 май 1917 г. е произведен в чин поручик, а след края на войната на 1 май 1920 г. в чин капитан.
Служи последователно в 8-а пионерна дружина и 2-ра колоездачна дружина. През 1929 г. съгласно заповед № 91 по Министерството на войната (МВ) е назначен за изпълняващ длъжността завеждащ специалната подготвителна автомобилна дружина. На 16 май 1930 г. е произведен в чин майор. През 1931 г. съгласно заповед № 47 по МВ е назначен за домакин на 1-ви инженерен полк, а от 1935 г. съгласно указ № 98 по МВ е назначен за помощник-командир на полка, като междувременно на 26 август 1934 е произведен в чин подполковник. През 1936 г. поема командването на понтонна дружина (заповед № 115 по МВ).
В началото на 1938 г. съгласно заповед № 16 по МВ е назначен за командир на 1-ви инженерен полк, а на 3 октомври 1938 г. е произведен в чин полковник. От 1939 г. е помощник-интендант на Инженерни войски (заповед № 82 по МВ), а от 1943 г. е на служба в 1-ва армия. На 21 октомври 1944 г. полковник Старибратов е назначен на най-висшата длъжност от инженерните войски – инспектор (от 1945 началник на инженерните войски), на която длъжност е до 5 август 1950, като междувременно на 17 септември 1946 г. е произведен в чин генерал-майор.
През 1950 г. със Заповед на началника на Военната академия № 186 от 5 септември генерал-майор Пею Старибратов е назначен за временно изпълняващ длъжността началник на катедра „Инженерни войски“, а с нова Заповед на началника на Военната академия № 217 от 31 октомври 1950 г. и съгласно Министерска заповед № УК-43 от 2 октомври 1950 г. в интерес на службата той е назначен от началник на управление „Инженерни войски“ за началник на катедра „Инженерни войски“ във Военна академия „Георги Стойков Раковски“.
Генерал-майор Пею Старибратов умира през 1961 година.

## Военни звания
- Подпоручик (25 август 1915)
- Поручик (30 май 1917)
- Капитан (1 май 1920)
- Майор (16 май 1930)
- Подполковник (26 август 1934)
- Полковник (3 октомври 1938)
- Генерал-майор (17 септември 1946)

## Образование
- Военно на Негово Княжеско Височество училище (до 1915)